# 比爾·史凱特
比爾·史凱特（1952年9月26日—2006年1月2日），前巴布亚新几内亚总理(1997年-1999年)。
史凱特最為人所知的，是1999年7月間為了本身政治前途率團到中華民國談判建交，創下中華民國唯一不花錢就建交先例，也創下建交時間前後僅16天的記錄。

## 生平

### 平步青云
史凱特出生於巴布亞紐幾內亞首都莫尔兹比港惡名昭彰的考吉瑞貧民窟，父親是澳洲人，母親則是巴紐土著。自幼便在街頭廝混，但卻能力爭上游，1995年出任議長。
1997年，盛產铜金礦的布干維爾省的布干维尔革命军与政府军爆发内战，引發空前危機，史凱特則乘著這個機會利用事件贏得大選取得總理職務，是當年巴紐政壇上最大的驚奇。

### 与台湾16天邦交
1999年時，史凱特政治生涯面臨空前危機，巴紐國會要對他進行不信任投票，史凱特聽從將他暱稱為「餅乾」（Bill Skate 讀音近似英语「Biscuit」）的華人好友建議，前往中華民國談判建交，換取中華民國金錢支援，以便回國買通國會議員，度過難關。
無奈雙方因誤會一時無法談攏，眼看談判即將破裂，史凱特華人智囊建議他還是簽約建交，造成已經拿到錢的假象，先度過難關再說。於是史凱特在臨上機前，緊急通知臺灣行政院長蕭萬長簽約建交，創下了中華民國不花錢就建交的例子。然而史凱特回國後無法籌足金錢擺平各方，外交部雖然派員攜帶鉅款前往巴紐準備護盤，但見到情況不對按兵不動，表決後，史凱特派系果然兵敗山倒，新任總理梅克雷·莫劳塔立即宣佈巴紐與中華民國的建交無效。

### 壮年辞世
史凱特好酒遠近知名，又特別偏好尊尼获加藍帶威士忌，經常喝得酩酊大醉，有次還被私人助理偷偷拍下他狂飲的鏡頭，史凱特竟在影片中號稱自己是莫尔兹比港所有罪犯的「教父」。該事件在巴紐政壇引起軒然大波，要求他辭職的呼聲紛至沓來，但是他將那事件輕描淡寫為「威士忌狂言」，終能撐過難關。但是酗酒一直是他最大的問題，也是造成他健康情況長期不佳。
史凱特於2005年底突然中風，雖然隨後緊急送往澳洲布里斯班的衛斯理醫院搶救，但終告回生乏術，經家屬同意，於2006年1月2日上午8時55分拔除維生系統，結束了52年的傳奇一生。